# 뉴스를 쏘다
뉴스를 쏘다는 대한민국에서 평일 오후 2시 ~ 3시 30분에 종합편성 텔레비전으로 방송하는 TV조선의 뉴스 · 보도 프로그램,

## 앵커
- 엄성섭, 정혜전 (2015년 6월 1일 ~ 2016년 5월 9일)
- 엄성섭, 김미선 (2016년 5월 10일 ~ 2016년 6월 10일)
- 엄성섭, 유아름 (2016년 6월 13일 ~ 2017년 3월 31일)
- 최희준, 유아름 (2017년 4월 3일 ~ 2017년 5월 18일)
- 이상준, 유아름 (2017년 5월 22일 ~ 2017년 6월 30일)

## TV조선의 뉴스 프로그램
- TV조선 뉴스 7 - 아침뉴스
- TV조선 뉴스 10
- 3488 오늘!
- TV조선 뉴스 판
- TV조선 뉴스특급
- TV조선 뉴스현장

## 동시간대 경쟁 뉴스 프로그램
- KBS 뉴스타임 (KBS 2TV)
- 주영진의 뉴스브리핑 (SBS)

| TV조선 평일 프로그램 |             |                 |
| 이전 | 뉴스를 쏘다 | 다음            |
| - 월 : 살림 9단의 만물상(재) - 화 : 모란봉클럽(재) - 수 :아재독립만세!! 거기서 만나(재) - 목 :강적들 (재) - 금 : 배달왔습니다(재) | 뉴스를 쏘다 | 보도본부 핫라인 |
| 오후 12시 50분 | 오후 2시    | 오후 3시 30분   |
| |             |                 |